# Sega Card
La Sega Card, conocida en Japón como Sega My Card, es un formato de tarjeta de memoria que se usa como almacenamiento de juegos para SG-1000/SC-3000 y Mark III/Master System. Producidas desde 1983 hasta 1987 por Mitsubishi Plastics, las tarjetas se conectan a la ranura de tarjetas integrada o adaptadores compatibles. Se crearon varias versiones del formato, incluida una regrabable que permite descargar nuevos títulos a una tarjeta. Si bien es sustancialmente más barato de producir que los cartuchos, las limitaciones de almacenamiento del formato hicieron que Sega distribuyera la mayor parte de los juegos exclusivamente en cartuchos. A pesar del fracaso de la Sega Card, NEC encontró más éxito con su propio formato de tarjeta de memoria, la HuCard, que era el medio de almacenamiento principal para su consola de juegos PC Engine.

## Historia
El formato fue lanzado originalmente en 1983 en el mercado japonés, bajo el nombre de My Card.  Inicialmente, se utilizaba con el SG-1000 a través de un accesorio opcional, el Card Catcher.  Más tarde, los productos Sega, el Sega Mark III y el original Sega Master System, tienen lectores de tarjetas incorporados.  La intención del formato era proporcionar medios de distribución más económicos que los cartuchos de juegos más convencionales.  la Sega Card consiste en menos material y tiene un embalaje más pequeño.  Las tarjetas Sega, aunque son más baratas que los cartuchos, tienen capacidades de almacenamiento significativamente menores (de 4 a 32 KB de ROM) que los cartuchos contemporáneos, que tienen de 16 a 512 KB de ROM.  A medida que los juegos se hicieron más grandes, los lanzamientos en tarjetas cesaron gradualmente.  El lanzamiento final, en Japón, fue Woody Pop, lanzado el 15 de marzo de 1987. 
En general, Sega publicó solo una docena de juegos en el formato para Mark III / SMS (en 1986–1987) antes de utilizar únicamente cartuchos.  El modelo rediseñado de Sega Master System, Sega Master System II no tenía soporte para la Sega Card. reflejando el alejamiento de Sega del formato. 
Otros ordenadores y consolas utilizan formatos similares pero incompatibles, también fabricados por Mitsubishi Plastics : el BeeCard en el MSX y el HuCard en el NEC PC Engine. 

## Datos técnicos
- Capacidad hasta 32 KB.
- Espesor de unos 2 mm.
- 36 pines (pin 17, pin 19 tierra)

## Tipos
Hay cuatro versiones de la tarjeta.  La tarjeta My Card original fue lanzada para la consola Sega SG-1000 (SG-1000 y SG-1000 II) y la serie SC-3000 (SC-3000 y SC-3000H).  Las tarjetas también son compatibles con Tsukuda Original Othello MultiVision, un clon SG-1000 y el periférico Pioneer SD-G5 compatible con SG-1000. 
La segunda versión de la tarjeta era para Mark III, solo para Sega en Japón.  El Mark III también es compatible con versiones anteriores My Cards SG-1000.  La tercera versión de la tarjeta, llamada "Sega Card" se lanzó para Master System, la versión internacional de Mark III.  El Power Base Converter tiene una ranura para tarjetas que permite el uso de las tarjetas en el Mega Drive / Genesis. 
La versión final del formato fue My Card EP, una versión regrabable que solo se comercializó en Japón. 

### SG-1000 My Card
El periférico Card Catcher permite el uso de las tarjetas con el SG-1000.  Una versión de edición limitada de Card Catcher se incluye con dos juegos, Zoom 909 y Dragon Wang.  Los juegos también se vendieron por separado del Card Catcher y permitieron a los jugadores enviar un adaptador gratis en ese momento.
Los modelos SG-1000 originales (SG-1000 y SG-1000 II) y las series SC-3000 (SC-3000 y SC-3000H), junto con el hardware compatible (la Serie Othello Multivision y el Pioneer SD-G5) no lo hacen. tienen ranuras para tarjetas integradas, ya que se lanzaron antes de la tarjeta original My Card.  En su lugar, requieren que el Card Catcher se coloque en la ranura del cartucho para usar juegos basados en tarjetas. 
Los lanzamientos de tarjetas se distinguen de los lanzamientos de cartuchos por sus números de pieza.  Las versiones estándar del SG-1000 tienen un número de 4 dígitos, G-10XX, con un número único de dos dígitos al final.  Los lanzamientos de tarjetas solo tienen un número de dos dígitos, C-XX.  Sin embargo, la numeración de los lanzamientos de cartuchos continuó con los lanzamientos de tarjetas, mientras que a los lanzamientos de tarjetas subsiguientes se les asignaron números de dos dígitos más altos que los lanzamientos de cartuchos.  Los juegos lanzados tanto en cartuchos como en tarjetas conservan el número único de dos dígitos con el "10" eliminado del número de pieza (por ejemplo,  A la versión de cartucho de Golf Champion se le asigna el número G-1005, mientras que a la versión My Card se le asignó el número C-05). 
El sucesor del SG-1000, el Sega Mark III fue lanzado en octubre de 1985 y es compatible con los cartuchos SG-1000 y My Cards.  La versión internacional posterior de Mark III, el Master System conserva la compatibilidad con el software My Card, aunque el software japonés es incompatible con el hardware no japonés.  Sin embargo, el Power Base Converter, que permite que el software Master System se ejecute en Mega Drive / Genesis de Sega solo conserva la compatibilidad con Mark III / Master System My Cards. 

En Nueva Zelanda, Grandstand Leisure Limited lanzó el Card Catcher y los siguientes juegos My Card: 
- Sega Galaga
- Zippy Race
- Lode Runner
- Hustle Chumy
- Zaxxon
- GP World
- Hyper Sports
- Dragon Wang
- Zoom 909
- Choplifter
- Pitfall II
- Penguin Land
- Drol
- Chack'n Pop
- Bank Panic
- Rock'n Bolt
- Elevator Action
- Soukoban
- Championship Lode Runner
- Champion Ice Hockey
- Hang-On II
- Bomb Jack
- C-SO!
- Ninja Princess
- Wonder Boy

### My Card Mark III / Sega Card
El sucesor del formato de tarjeta SG-1000 es Mark III My Card.  Con el lanzamiento en octubre de 1985 de Sega Mark III, todos los juegos estaban inicialmente disponibles como  My Cards.  Pero con la llegada en 1986 de los lanzamientos de la marca "Gold Cartridge", Sega comenzó la transición al cartucho como el medio de distribución principal.  Para 1987, los juegos habían dejado de ser lanzados en el formato My Card Mark III. 
Fuera de Japón, My Card Mark III se lanzó con el nombre de "Sega Card", con el lanzamiento en 1986 de la versión occidental de Mark III, el Master System.  A las versiones posteriores del Sistema maestro, incluido el "Master System II", les falta la ranura de la tarjeta.  El Power Base Converter permite que Sega Cards y My Cards se utilicen con el Mega Drive / Genesis.  El formato de la tarjeta está bloqueado en su mayoría en la región, lo que evita que el hardware no japonés reproduzca My Cards  japoneses.  Este no es el caso del hardware japonés.  Sin embargo, Woody Pop es la única versión de tarjeta japonesa compatible con cualquier sistema capaz de jugar My Cards / Sega Cards. 

### My Card EP
En 1985, Sega lanzó otra versión de la tarjeta en Japón llamada My Card EP (abreviatura de EPROM o UV EPROM), una versión reescribible del formato.  Sega promocionó el EP My Card utilizando volantes y anuncios en periódicos y lo probó en el programa piloto Tamagawa Takashimaya Futakotamagawa de Tokio. 
Los distribuidores debían instalar máquinas de reescritura de EPROM en las tiendas minoristas, mientras que los usuarios llevaban su tarjeta y escribían otros juegos en ella.  A los jugadores se les cobró una tarifa inferior a la de un juego minorista.  Las tarjetas inicialmente cuestan 5000 yenes cada una, mientras que las reescrituras en la tarjeta cuestan 1800 yenes.  La parte posterior de las tarjetas no tenía el adhesivo plateado del estándar My Cards. 
El formato no fue comercialmente exitoso y fue abandonado.  Desde entonces, las tarjetas son bastante raras y han alcanzado altos precios en una subasta. 

Los juegos se lanzaron en el formato EP al mismo tiempo que se lanzaron en My Cards estándar.  Los nuevos EP de My Card vinieron con Dragon Wang o Star Jacker preescritos en la tarjeta, con los siguientes títulos disponibles para reescritura. 
- Star Jacker (Sutajakka) (スタージャッカー)
- Borderline
- Safari Hunting
- Sega Flipper
- Pacar
- Safari Race
- Sindbad Mystery
- Penguin Land
- Dragon Wang
- Gulkave
- Teddy Boy Blues (Mark III only)
- Great Baseball (Mark III only)[4]
- Great Soccer (Mark III only)[5]
- Astro Flash (Mark III only, also known as Transbot outside Japan)[6]

## Lista de consolas compatibles
| Nombre del modelo                                                | My Card | My Card Mark III | Sega Card (No japonés para My Card Mark III) | My Card EP | nota                                                                             |
| ---------------------------------------------------------------- | ------- | ---------------- | -------------------------------------------- | ---------- | -------------------------------------------------------------------------------- |
| SG-1000 (Sega)                                                   | Sí      | No               | No                                           | Sí         | Requiere Card Catcher                                                            |
| SG-1000 II (Sega)                                                | Sí      | No               | No                                           | Sí         | Requiere Card Catcher Solo lanzado en Japón                                      |
| SC-3000 (Sega)                                                   | Sí      | No               | No                                           | Sí         | Requiere Card Catcher                                                            |
| SC-3000H (Sega)                                                  | Sí      | No               | No                                           | Sí         | Requiere Card Catcher                                                            |
| Othello Multivision (FG-1000) (Tsukuda Original)                 | Sí      | No               | No                                           | Sí         | Requiere Card Catcher Solo lanzado en Japón                                      |
| Othello Multivision (FG-2000) (Tsukuda Original)                 | Sí      | No               | No                                           | Sí         | Requiere Card Catcher Solo lanzado en Japón                                      |
| SD-G5 (Pioneer)                                                  | Sí      | No               | No                                           | Sí         | Requiere Card Catcher Solo lanzado en Japón                                      |
| Sega Mark III (Sega)                                             | Sí      | Sí               | Sí                                           | Sí         |                                                                                  |
| Master System (versión japonesa) (Sega)                          | Sí      | Sí               | Sí                                           | Sí         |                                                                                  |
| Master System (sistemas no japoneses) (Sega/Tec Toy)             | No      | Parcial          | Sí                                           | Sí         | Los juegos japoneses My Card no son compatibles, excepto Woody Pop.              |
| Mega Adapter/Power Base Converter/Master System Converter (Sega) | No      | Parcial          | Parcial                                      | Parcial    | Las My Cards originales y F-16 Fighting Falcon no son compatibles.               |
| Master Gear Converter (Sega)                                     | No      | Sí               | Sí                                           | Sí         | Requiere Card Catcher + Mark III al adaptador Master System No lanzado en Japón. |

- HuCARD (TurboGrafx-16)
- BeeCard (MSX)
- SG-1000